# Per-Arne Håkansson
Per-Arne Mikael Håkansson, född 16 april 1963 i Björnekulla församling i Kristianstads län, är en svensk politiker (socialdemokrat). Han är ordinarie riksdagsledamot sedan 2014, invald för Skåne läns norra och östra valkrets.
I riksdagen är Håkansson ledamot i konstitutionsutskottet och Nordiska rådets svenska delegation sedan 2018 samt suppleant i näringsutskottet. Han var ledamot i näringsutskottet 2015–2018 och ledamot i riksdagens delegation till Interparlamentariska unionen 2022.